# Labajos
Labajos er en by og kommune i det centrale Spanien i provinsen Segovia. Den har et indbyggertal på 106 (2024) indbyggere.